# Silnice II/327
Silnice II/327 je pozemní komunikace ve Středočeském kraji spojující obce Vojice v okrese Jičín a Nové Dvory, jež jsou součástí kutnohorského okresu. Její délka dosahuje 56 kilometrů.

## Vedení trasy
- křižovatka I/35 u obcí Podhorní Újezd a Vojice
- obec Chomutice
- obec Staré Smrkovice
- obec Smidary
- křižovatka se silnicí II/280
- obec Skřivany
- obec Nový Bydžov a křižovatkou II/324
- obec Zachrašťany
- město Chlumec nad Cidlinou a křižovatka I/11
- dálniční křížení s dálnicí D11
- obec Krakovany
- obec Týnec nad Labem a křižovatka II/322
- obec Záboří nad Labem
- křižovatka I/2 u obce Nové Dvory u Kutné Hory